# 盆栽バーバー
盆栽バーバー（ぼんさいバーバー）は2010年4月6日に配信が開始されたWiiウェア。

## 概要
プレイヤーはバーバーのマスターとなりお客さん（野菜や果物）の希望にそったヘアスタイルに仕上げる。
たくさんの道具を駆使して最高の満足度☆5つを目指す。

## システム

### 手順
お客さんが来店
待合室にいるお客さんから希望を聞いてカットを始めます。
カット
希望のヘアスタイル合わせてカットしていきます。
カラーリング
筆で髪に色を塗ります。
仕上げ
完成すればドラをならして終了です。

### 道具
ハサミ
枝ごと葉を切ります。
バリカン
葉だけを切ります。
クシ
枝の向きを揃えます。
キリフキ
枝や葉を成長させます。
フデ
葉に色を付けます。
バチ
ドラをたたきます。